# Африкански остромуцунест крокодил
Африканският остромуцунест крокодил (Crocodylus cataphractus) е един от трите вида крокодили, обитаващи африканския континент. По своя външен вид наподобява на гавиалите, а по наименованието си – на американския остромуцунест крокодил. Всъщност той няма нищо общо и с двата вида, освен това е и по-дребен от тях. Африканският остромуцунест крокодил е класифициран като отделен род Mecistops.

## Размери
Африканският остромуцунест крокодил е дребен вид, достигащ дължина между 2,5 и 4 метра. Плячка на този вид стават различни бозайници принципно ловуват риби и малки бозайници въпреки малкият им размер те могат да нанесат големи щети дори и на големи бозайници.

## Ареал
Този крокодил обитава Централна и Западна Африка. Среща се както в сладки, така и в солени води. Обитава реки, езера, блата и Атлантическия океан в района на Гвинейския залив. Популацията на вида се счита за сравнително стабилна, но липсват данни за броя на африканските остромуцунести крокодили. Голям е броят на представителите на вида в Габон, Република Конго, Демократична република Конго, Того, Камерун и Руанда. В много други африкански страни, които са в ареала на този крокодил са рядък и защитен вид. Африканският остромуцунест все още е често преследван от бракониери заради ценната си кожа.
Женските снасят 30 – 50 яйца, които се излюпват 80 дни по-късно. Грижа на майките е да защитават малките от хищници.